# 斯科哈里 (紐約州)
斯科哈里（英語：Schoharie）是一個位於美國紐約州斯科哈里縣的鎮。

## 人口
根據2020年美國人口普查的數據，斯科哈里的面積為77.60平方千米，當中陸地面積為77.26平方千米，而水域面積為0.33平方千米。當地共有人口3107人，而人口密度為每平方千米40人。